# Jan Hendrik Waszink
Jan Hendrik Waszink (ur. 17 października 1908 w Renswoude, zm. 5 października 1990 w Lugano) – holenderski filolog klasyczny, profesor na Uniwersytecie w Lejdzie.
Studiował filologię grecką i łacińską w Lejden; studia ukończył w 1933. Od 1946 do przejścia na emeryturę w 1974 pracował tam jako profesor. Był współpracownikiem, a od 1984 członkiem redakcji wydawnictwa Reallexikon für Antike und Christentum. Wspólnie z Christine Mohrmann założył czasopismo Vigiliae Christianae, którego był redaktorem naczelnym do 1988. Był członkiem Królewskiej Holenderskiej Akademii Sztuk i Nauk.

## Publikacje
- Tertullian, De Anima. Mit Einleitung, Übersetzung und Kommentar, Amsterdam 1933.
- Die griechische Tragödie im Urteil der Römer und der Christen. In: Jahrbuch für Antike und Christentum Nr. 7. Aschendorff Verlag, Münster 1964, s. 139–148.
- Biene und Honig als Symbol des Dichters und der Dichtung in der griechisch-römischen Antike Opladen 1974, ISBN 3-531-07196-3.
- Die Vorstellungen von der “Ausdehnung der Natur” in der griechisch-römischen Antike und im frühen Christentum. In: Pietas, Festschrift für Bernhard Kötting. Hrsg. von Ernst Dassmann und K. Suso Frank (= Jahrbuch für Antike und Christentum. Ergänzungsband 8). Aschendorff Verlag, Münster 1980, s. 30–38.